# 쿠키스15
쿠키스15(폴란드어: Kukiz'15)는 폴란드의 우익대중주의 정당이다. 현재 폴란드 하원에서 29석의 의석을 가지고 있고, 원내 3당이다.

## 역사
이 정당은 2015년 대선에서 파베우 쿠키스가 1차 투표에서 21%의 득표를 받아 3위를 한 것을 시작으로 설립하였다. 쿠키스는 특히 18세에서 29세 사이에서 지지자가 가장 높았는데, 18~29세의 유권자 중 42%가 쿠키스를 지지한 것으로 나타났다.이 기세를 몰아 2015년 총선에서 같은 극우 정당이었던 폴란드 국민운동당과 선거 연합을 맺어, 무려 42석을 흭득하여 제3당의 지위에 올라섰다.
하지만 2016년 4월, 국민운동당은 쿠키스15와 결별하기로 결정하였으나, 이 결정에 따른 의원은 단 한 명이었고, 국민운동당은 사실상 흡수되었다.
2017년 2월 쿠키스15의 일부 의원들이 탈당하고, 2013년 결성한 정치 단체 공화당에 들어갔다. 이에 따라 쿠키스15는 29석으로 줄어들었으며, 지지율도 민주좌파연합에 근소한 차이로 뒤지는 것으로 나타났다. 결국 2018년 폴란드 지방선거에서 전체 5위인 (법과 정의, 시민연단과 폴란드 현대당연합, 폴란드 인민당, 민주좌파연합에 이은 5위)5.7%를 득표해 참패했고 지역 의회에 가지고 있던 의석 1석도 잃었다.
2019년 총선에서 폴란드 인민당, 유럽민주연합당, 민주동맹 등이 소속되어 있는 선거연합인 폴란드동맹에 들어가 하원에만 30석, 상원에만 3석을 흭득하여 어느 정도 선전하였고, 극우적 이미지를 어느 정도 탈피하고 중도우파적인 성격을 띄게 되었다. 허나 인민당과 쿠키즈15 간의 성향 차는 물론이고, 결정적으로 2020년 11월 폴란드와 헝가리가 거부권을 행사한 유럽 연합 예산안 협상 과정에서 법과 정의당 주도의 동의안에 6명 중 5명이 찬성함으로써 폴란드 인민당과 결별하게 되었다.

## 주요 정책
쿠키스15가 주장하는 정책은 여러가지가 있다.
- 결선투표제 폐지[4]
- 의회에서의 한 정당의 독점 금지
- 정부-법원-의회를 분리 (3권 분립)
- 시민의 자유를 보호
- 의무투표제 도입

## 역대 선거 결과

### 폴란드 하원
| 선거 | 합계                                    | 득표율    | 의석     | +/– | 집권 여부 |
| ---- | --------------------------------------- | --------- | -------- | --- | --------- |
| 2015 | 1,339,094                               | 8.81 (#3) | 42 / 460 | 42  | 야당      |
| 2019 | 1,578,523                               | 8.55 (#4) | 6 / 460  | 36  | 야당      |
| 2019 | 폴란드 연합의 일원으로 선거에 참가했다. |           |          |     |           |

### 폴란드 상원
| 선거 | 합계                                    | 득표율    | 의석    | +/– | 집권 여부 |
| ---- | --------------------------------------- | --------- | ------- | --- | --------- |
| 2015 | 207,156                                 | 1.38 (#5) | 0 / 100 | 0   | 야당      |
| 2019 | 1,041,909                               | 5.72 (#3) | 0 / 100 | 0   | 야당      |
| 2019 | 폴란드 연합의 일원으로 선거에 참가했다. |           |         |     |           |

### 지방의회
| 선거 | 득표율     | 의석    | +/– |
| ---- | ---------- | ------- | --- |
| 2018 | 5.63% (#5) | 0 / 552 | 0   |